# مهرجان علوم كامبردج
مهرجان كامبريدج للعلوم هو سلسلة من الأحداث التي تقام عادة سنويًا في شهر مارس في كامبريدج ، إنجلترا ، وهو أكبرمهرجان العلوم مجاني في المملكة المتحدة.  يستقطب المهرجان أكثر من 30 ألف زائر لأكثر من 250 فعالية.  يفتح الباحثون الجامعيون والطلاب قاعات المحاضرات والمختبرات الخاصة بهم للجمهور ، ويعقدون المحادثات والمعارض والمظاهرات ، في الغالب مجانًا.
بدأ المهرجان في عام 1994 من قبل علماء من جامعة كامبريدج وبدعم من الشركات المحلية ، وقد استوحى المهرجان من أسبوع العلوم الوطني ويهدف إلى جعل العلوم والهندسة أكثر سهولة ، وعرض الأبحاث التي أجريت في جامعة كامبريدج ، وتشجيع الشباب على ممارسة مهن في الهندسة والعلوم.  

استمر المهرجان الحادي والعشرون في الفترة من 9 إلى 22 مارس 2015 وتضمن موضوعات تستند إلى علوم وتكنولوجيا الضوء احتفالاً بالسنة الدولية للضوء في اليونسكو . 

## صالة عرض

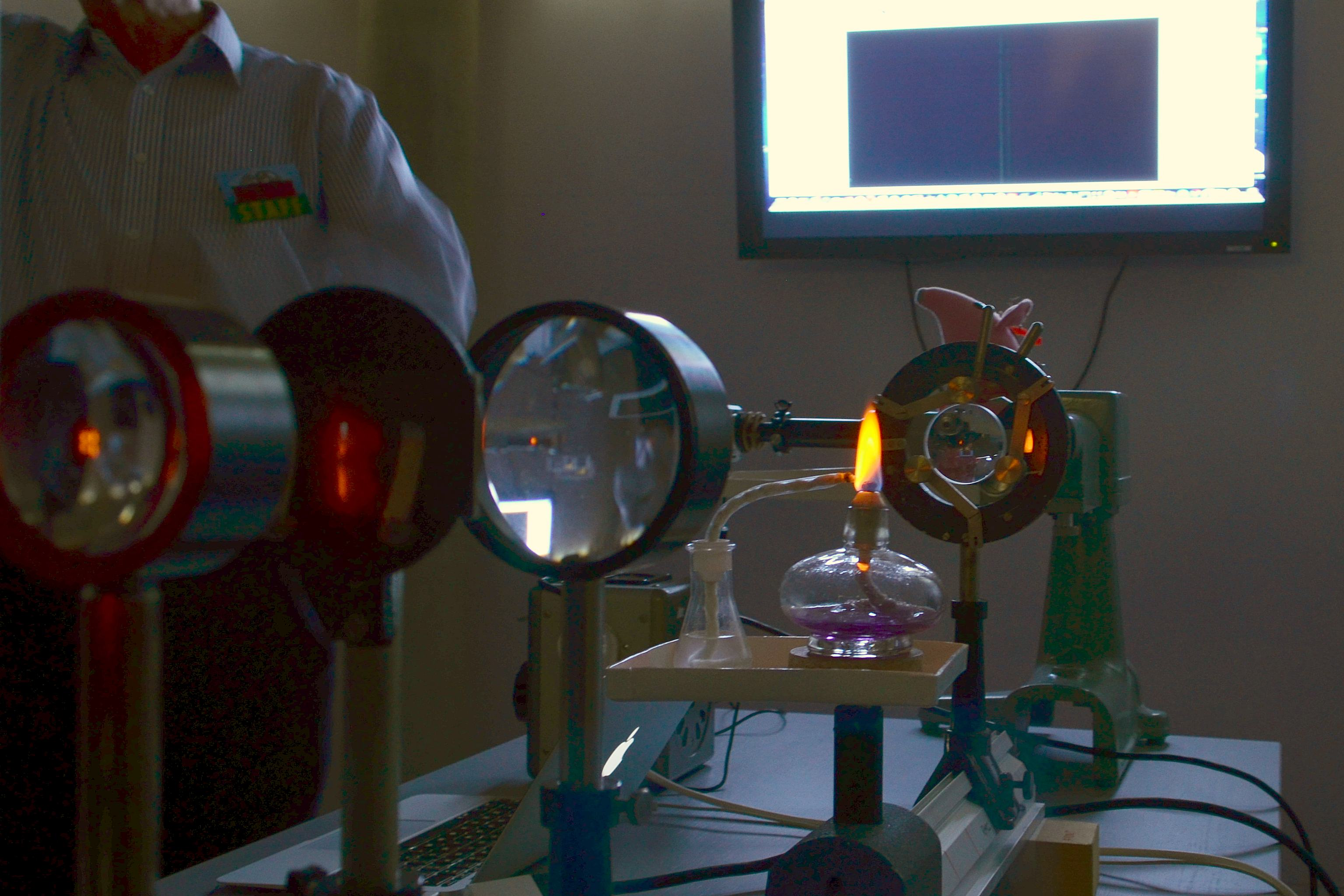
عرض توضيحي لخطوط انبعاث الصوديوم D في مهرجان كامبريدج للعلوم 2016.
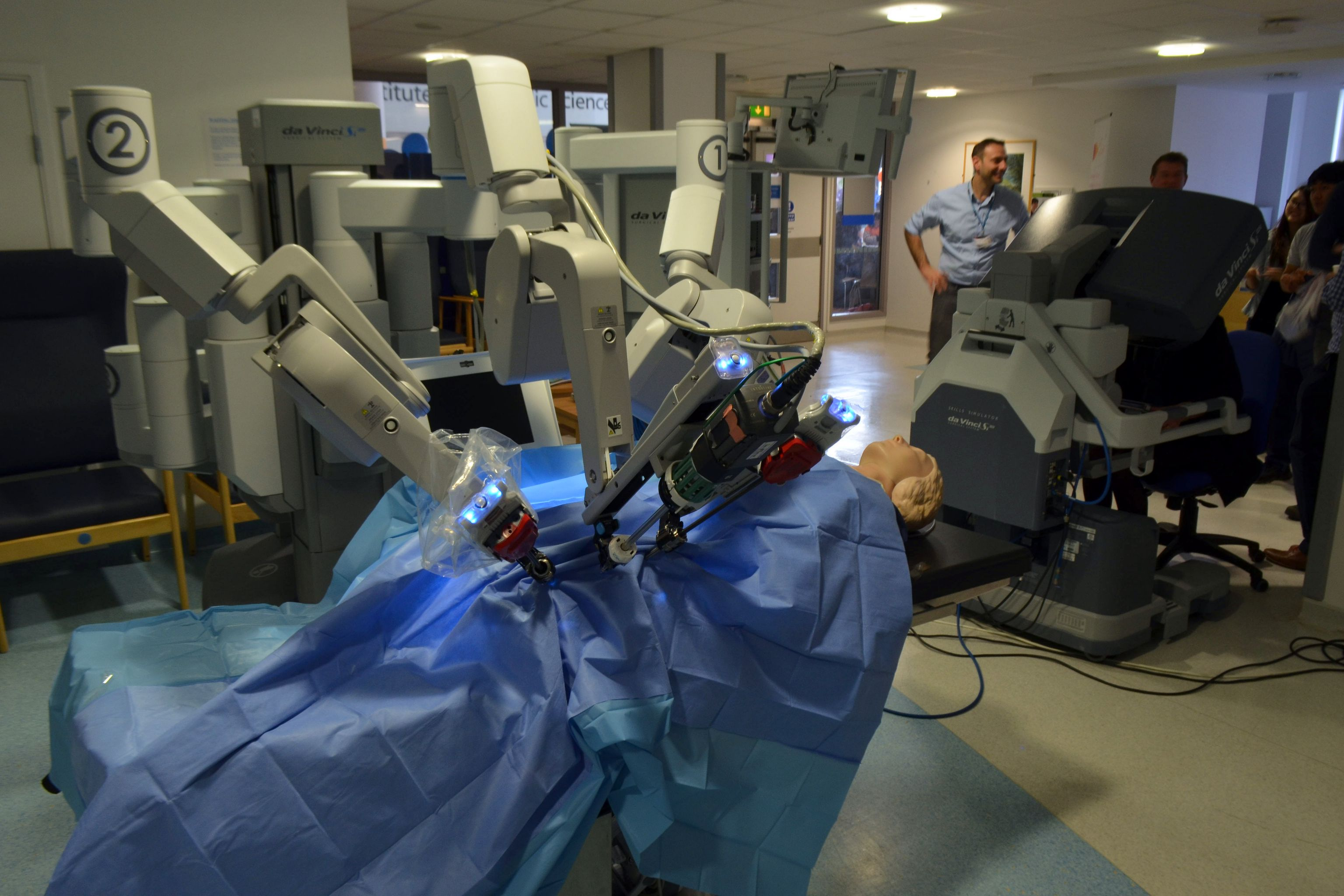
عرض توضيحي لنظام دافنشي الجراحي في مركز علاج أدينبروك خلال مهرجان 2015.
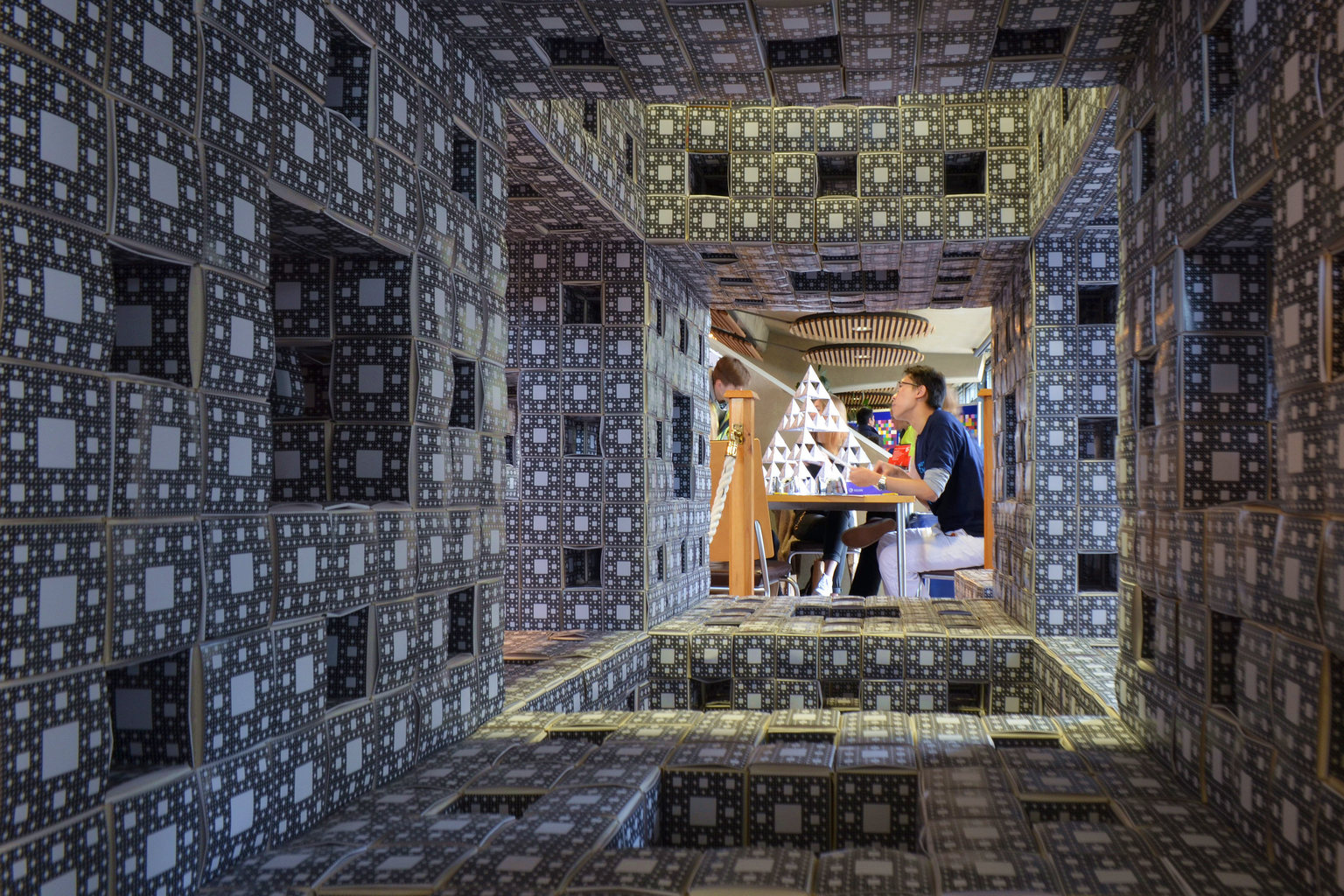
نموذج لرباعي السطوح Sierpinski يُنظر إليه من خلال نموذج إسفنجة منجر في مهرجان 2015.
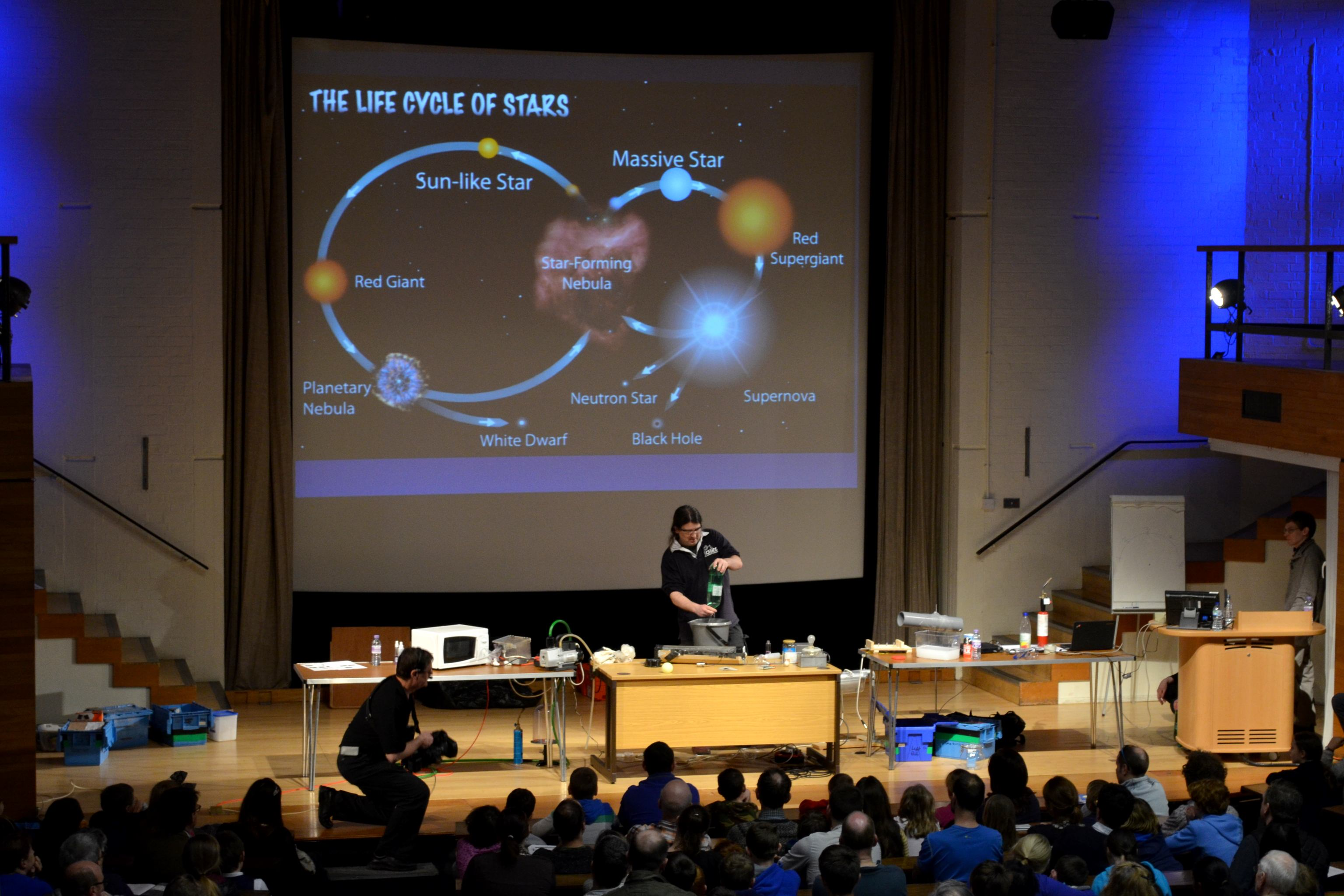
حديث ومظاهرة في مهرجان 2014.
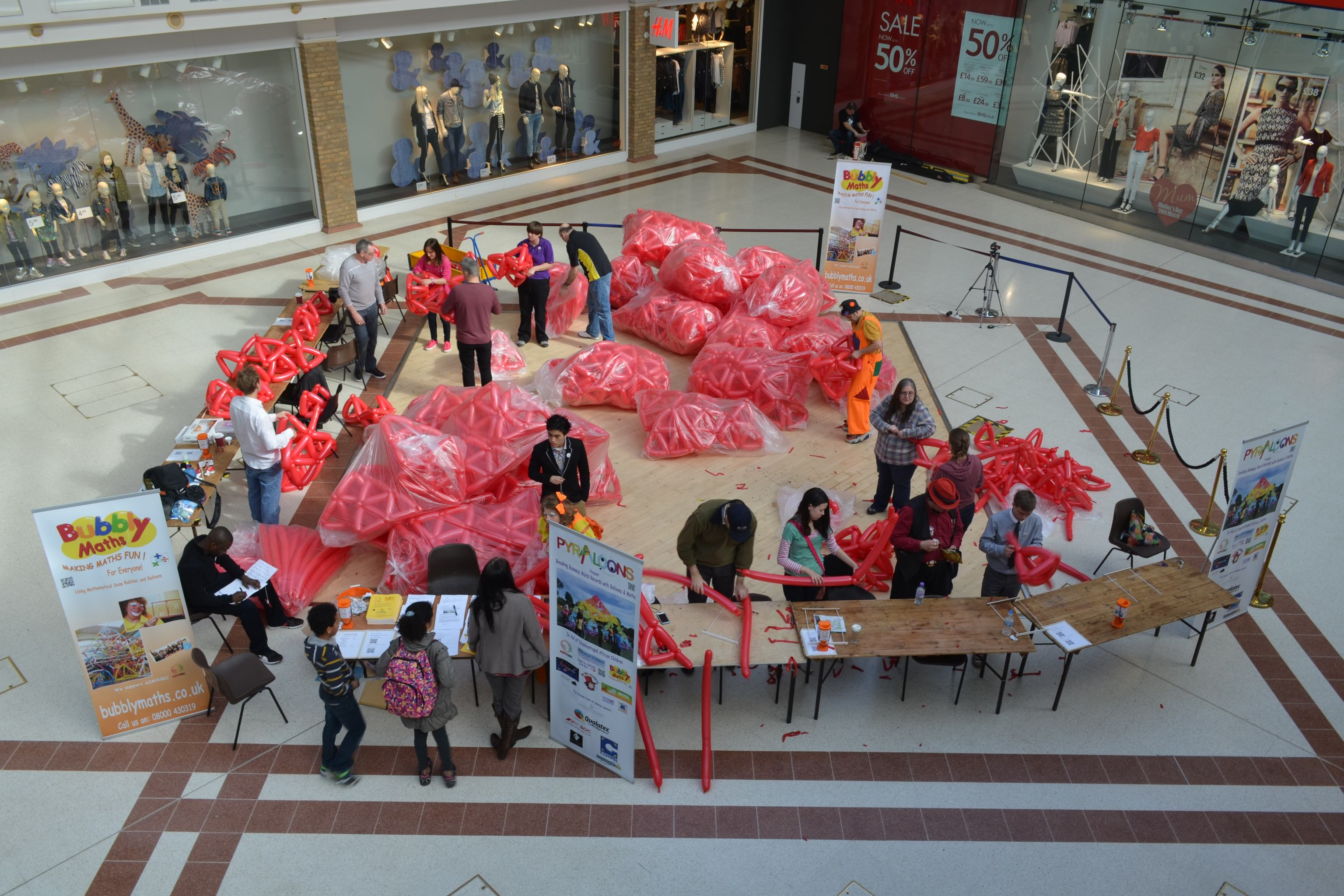
نشاط عملي في مهرجان 2014.
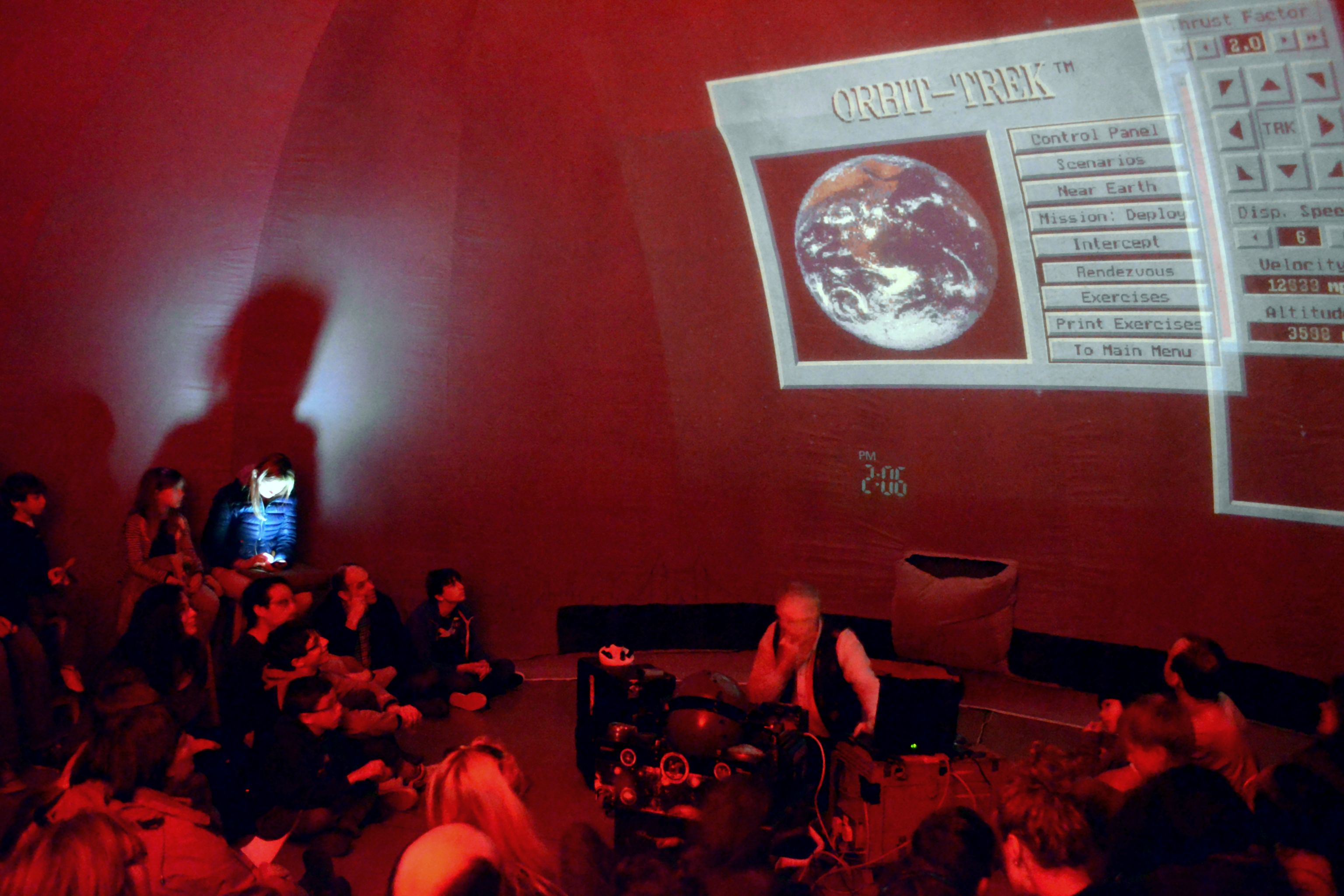
عرض القبة السماوية في مهرجان 2014.

## روابط خارجية
- الموقع الرسمي
- مخطط 2016